# Copa Centroamericana 2017
Navigation
Édition précédente
La Copa Centroamericana 2017 ou Coupe UNCAF des nations 2017 est la quatorzième édition de la Copa Centroamericana du 13 au 22 janvier 2017, tournoi pour les équipes d'Amérique centrale affiliées à la CONCACAF.
Le Panama accueille la compétition pour la troisième fois. Le tournoi sert également de qualifications à la Gold Cup 2017.

## Nations participantes
Six équipes de l'UNCAF participent au tournoi (par ordre alphabétique) :
- Belize
- Costa Rica
- Guatemala
- Honduras
- Nicaragua
- Panama
- Salvador

Le Guatemala ne participe pas à la compétition en raison de sa suspension par la FIFA, le 28 octobre 2016, à la suite d'un conflit entre la Fédération guatémaltèque de football (FEDEFUT) et la FIFA. L'organisation internationale avait en effet mis en place au sein de la fédération nationale un comité de normalisation pour entreprendre une révision des statuts. La FEDEFUT de son côté avait, lors de l'assemblée générale extraordinaire du 25 octobre, invalidé le mandat de ce comité, considérant son action comme une ingérence dans les affaires nationales.
Cette suspension a pour effet de disqualifier la sélection guatémaltèque de la Copa Centroamericana 2017 et de conduire l'UNCAF à revoir le format de la compétition.

## Stade
| Panama                   |
| ------------------------ |
| Estadio Rommel Fernández |
| Capacité: 32 000         |
|                          |

### Carte
| \| Panama \| Localisation du stade hébergeant les rencontres de la compétition |
| Panama                                                                         |

## Compétition
Le tirage au sort de la compétition a eu lieu le 25 octobre 2016 à l'Hôtel Sortis de la ville de Panama. À l'issue de ce tirage au sort, quatre équipes (Panama, Honduras, Nicaragua, Belize) constituent le groupe A et trois (Costa Rica, Guatemala, Salvador) le groupe B.
Cependant, la suspension du Guatemala par la FIFA oblige l'UNCAF à revoir le format de la compétition. Elle opte pour un pôle unique de six équipes où celles-ci s'affrontent suivant une formule de type tournoi toutes rondes.
| Rang | Équipe     | Pts | J | G | N | P | Bp | Bc | Diff |  | Résultats (▼ dom., ► ext.) |     |  |     |     |     |     |
| ---- | ---------- | --- | - | - | - | - | -- | -- | ---- |  | -------------------------- | --- |  | --- | --- | --- | --- |
| 1    | Honduras   | 13  | 5 | 4 | 1 | 0 | 7  | 3  | +4   |  | Honduras                   |     |  |     | 1-1 | 2-1 |     |
| 2    | Panama     | 10  | 5 | 3 | 1 | 1 | 4  | 2  | +2   |  | Panama                     | 0-1 |  | 1-0 | 1-0 | 2-1 | 0-0 |
| 3    | Salvador   | 7   | 5 | 2 | 1 | 2 | 5  | 4  | +1   |  | Salvador                   | 1-2 |  |     |     | 1-0 | 3-1 |
| 4    | Costa Rica | 6   | 5 | 1 | 3 | 1 | 4  | 2  | +2   |  | Costa Rica                 |     |  | 0-0 |     | 0-0 |     |
| 5    | Nicaragua  | 4   | 5 | 1 | 1 | 3 | 5  | 6  | -1   |  | Nicaragua                  |     |  |     |     |     | 3-1 |
| 6    | Belize     | 1   | 5 | 0 | 1 | 4 | 2  | 10 | -8   |  | Belize                     | 0-1 |  |     | 0-3 |     |     |

### Première journée
| 13 janvier 2017 | Honduras                               | 2 - 1   | Nicaragua                | Estadio Rommel Fernández, Panama  |                                   |
| 16:00 UTC-5     | Eddie Hernández 23e · Erick Andino 69e | (1 - 1) | 19e (csc) Henry Figueroa | Arbitrage : Ricardo Montero Araya | Arbitrage : Ricardo Montero Araya |
| 16:00 UTC-5     | Rapport                                |         |                          | Arbitrage : Ricardo Montero Araya | Arbitrage : Ricardo Montero Araya |

| 13 janvier 2017 | Costa Rica | 0 - 0 | Salvador | Estadio Rommel Fernández, Panama |                          |
| 18:30 UTC-5     |            |       |          | Arbitrage : Jair Marrufo         | Arbitrage : Jair Marrufo |
| 18:30 UTC-5     | Rapport    |       |          | Arbitrage : Jair Marrufo         | Arbitrage : Jair Marrufo |

| 13 janvier 2017 | Panama  | 0 - 0 | Belize | Estadio Rommel Fernández, Panama |                          |
| 21:00 UTC-5     |         |       |        | Arbitrage : Walter Lopez         | Arbitrage : Walter Lopez |
| 21:00 UTC-5     | Rapport |       |        | Arbitrage : Walter Lopez         | Arbitrage : Walter Lopez |

### Deuxième journée
| 15 janvier 2017 | Belize  | 0 - 3   | Costa Rica                                                              | Estadio Rommel Fernández, Panama |                          |
| 13:00 UTC-5     |         | (0 - 1) | 25e José Guillermo Ortiz · 51e Johan Venegas · 65e José Guillermo Ortiz | Arbitrage : Kimbell Ward         | Arbitrage : Kimbell Ward |
| 13:00 UTC-5     | Rapport |         |                                                                         | Arbitrage : Kimbell Ward         | Arbitrage : Kimbell Ward |

| 15 janvier 2017 | Salvador           | 1 - 2   | Honduras                                | Estadio Rommel Fernández, Panama |                               |
| 15:30 UTC-5     | Rodolfo Zelaya 10e | (1 - 0) | 62e Román Castillo · 90e Román Castillo | Arbitrage : Fernando Guerrero    | Arbitrage : Fernando Guerrero |
| 15:30 UTC-5     | Rapport            |         |                                         | Arbitrage : Fernando Guerrero    | Arbitrage : Fernando Guerrero |

| 15 janvier 2017 | Panama                                | 2 - 1   | Nicaragua        | Estadio Rommel Fernández, Panama |                          |
| 18:00 UTC-5     | Roderick Miller 8e · Josiel Núñez 12e | (2 - 1) | 30e Bryan García | Arbitrage : Joel Aguilar         | Arbitrage : Joel Aguilar |
| 18:00 UTC-5     | Rapport                               |         |                  | Arbitrage : Joel Aguilar         | Arbitrage : Joel Aguilar |

### Troisième journée
| 17 janvier 2017 | Salvador                                                | 3 - 1   | Belize            | Estadio Rommel Fernández, Panama |                           |
| 16:00 UTC-5     | Gerson Mayén 15e · Juan Barahona 20e · Henry Romero 23e | (3 - 1) | 44e Deon McCaulay | Arbitrage : Oscar Moncada        | Arbitrage : Oscar Moncada |
| 16:00 UTC-5     | Rapport                                                 |         |                   | Arbitrage : Oscar Moncada        | Arbitrage : Oscar Moncada |

| 17 janvier 2017 | Costa Rica | 0 - 0 | Nicaragua | Estadio Rommel Fernández, Panama |                        |
| 18:30 UTC-5     |            |       |           | Arbitrage : John Pitti           | Arbitrage : John Pitti |
| 18:30 UTC-5     | Rapport    |       |           | Arbitrage : John Pitti           | Arbitrage : John Pitti |

| 17 janvier 2017 | Panama  | 0 - 1   | Honduras                   | Estadio Rommel Fernández, Panama |                          |
| 21:00 UTC-5     |         | (0 - 1) | 37e (pen.) Eddie Hernández | Arbitrage : Jair Marrufo         | Arbitrage : Jair Marrufo |
| 21:00 UTC-5     | Rapport |         |                            | Arbitrage : Jair Marrufo         | Arbitrage : Jair Marrufo |

### Quatrième journée
| 20 janvier 2017 | Nicaragua                                               | 3 - 1   | Belize                 | Estadio Rommel Fernández, Panama |                          |
| 16:00 UTC-5     | Juan Barrera 30e · Daniel Cadena 83e · Bryan García 90e | (1 - 0) | 54e (pen.) Elroy Smith | Arbitrage : Joel Aguilar         | Arbitrage : Joel Aguilar |
| 16:00 UTC-5     | Rapport                                                 |         |                        | Arbitrage : Joel Aguilar         | Arbitrage : Joel Aguilar |

| 20 janvier 2017 | Honduras         | 1 - 1   | Costa Rica          | Estadio Rommel Fernández, Panama |                               |
| 18:30 UTC-5     | Erick Andino 17e | (1 - 0) | 60e Francisco Calvo | Arbitrage : Fernando Guerrero    | Arbitrage : Fernando Guerrero |
| 18:30 UTC-5     | Rapport          |         |                     | Arbitrage : Fernando Guerrero    | Arbitrage : Fernando Guerrero |

| 20 janvier 2017 | Panama            | 1 - 0   | Salvador | Estadio Rommel Fernández, Panama |                          |
| 21:00 UTC-5     | Abdiel Arroyo 82e | (0 - 0) |          | Arbitrage : Walter Lopez         | Arbitrage : Walter Lopez |
| 21:00 UTC-5     | Rapport           |         |          | Arbitrage : Walter Lopez         | Arbitrage : Walter Lopez |

### Cinquième journée
| 22 janvier 2017 | Belize  | 0 - 1   | Honduras            | Estadio Rommel Fernández, Panama |                          |
| 11:00 UTC-5     |         | (0 - 0) | 56e Eddie Hernández | Arbitrage : Kimbell Ward         | Arbitrage : Kimbell Ward |
| 11:00 UTC-5     | Rapport |         |                     | Arbitrage : Kimbell Ward         | Arbitrage : Kimbell Ward |

| 22 janvier 2017 | Salvador          | 1 - 0   | Nicaragua | Estadio Rommel Fernández, Panama |                        |
| 13:30 UTC-5     | Irvin Herrera 54e | (0 - 0) |           | Arbitrage : John Pitti           | Arbitrage : John Pitti |
| 13:30 UTC-5     | Rapport           |         |           | Arbitrage : John Pitti           | Arbitrage : John Pitti |

| 22 janvier 2017 | Panama             | 1 - 0   | Costa Rica | Estadio Rommel Fernández, Panama |                           |
| 16:00 UTC-5     | Armando Cooper 67e | (0 - 0) |            | Arbitrage : Oscar Moncada        | Arbitrage : Oscar Moncada |
| 16:00 UTC-5     | Rapport            |         |            | Arbitrage : Oscar Moncada        | Arbitrage : Oscar Moncada |

| Vainqueur de la Copa Centroamericana 2017: Honduras 4e titre. |

## Statistiques et récompenses

### Classement des buteurs
3 buts
- Eddie Hernández

2 buts
- José Guillermo Ortiz
- Erick Andino
- Román Castillo
- Bryan García

1 but
- Deon McCaulay
- Elroy Smith
- Francisco Calvo
- Johan Venegas
- Juan Barahona
- Irvin Herrera
- Gerson Mayén
- Henry Romero
- Rodolfo Zelaya
- Juan Barrera
- Daniel Cadena
- Abdiel Arroyo
- Armando Cooper
- Roderick Miller
- Josiel Núñez

Contre-son-camp
- Henry Figueroa (pour le Nicaragua)

### Récompenses
Source: www.diez.hn
- Meilleur joueur:  Jorge Claros
- Meilleur buteur:  Eddie Hernández
- Meilleur jeune joueur:  Roberto Domínguez
- Meilleur gardien:  José Calderón
- Prix du fair-play:  Costa Rica

### Équipe type
L'équipe type de la compétition, qui rassemble 4 joueurs du pays vainqueur (Honduras), 3 joueurs des pays classés second et troisième (Panama, Salvador) et 1 joueur du pays classé quatrième (Costa Rica), est composée par le Groupe d'étude technique de la FIFA.
| Gardien       | Défenseurs                                                   | Milieux                                              | Attaquants                   | Entraîneur                   |
| ------------- | ------------------------------------------------------------ | ---------------------------------------------------- | ---------------------------- | ---------------------------- |
| José Calderón | Jairo Puerto Harold Cummings Francisco Calvo Alexander Larín | Óscar Cerén Darwin Cerén Jorge Claros Armando Cooper | Erick Andino Eddie Hernández | Jorge Luis Pinto ( Honduras) |